# قیبرئی
قیبرئی (به ازبکی: Qibray، قیبره‌ی) یک شهرک در ازبکستان است که در ناحیه قیبرئی واقع شده‌است. قیبرئی ۳۰٬۷۰۳ نفر جمعیت دارد.